# Toksöz
Toksöz ist ein türkischer Familienname, gebildet aus den Elementen Tok (dt.: „satt“) und söz (dt.: „Wort, Ausspruch, Rede, Versprechen“).

## Namensträger
- Deran Toksöz (* 1988), deutscher Fußballspieler
- Nafi Toksöz (* 1934), türkisch-amerikanischer Geophysiker